# Вильфранк (Атлантические Пиренеи)
Вильфра́нк (фр. Villefranque) — коммуна во Франции, находится в регионе Новая Аквитания. Департамент — Атлантические Пиренеи. Входит в состав кантона Нив-Адур. Округ коммуны — Байонна.
Код INSEE коммуны — 64558.

## География
Коммуна расположена приблизительно в 670 км к юго-западу от Парижа, в 175 км юго-западнее Бордо, в 90 км к западу от По.
На западе коммуны протекает река Нив.

### Климат
Климат тёплый океанический. Зима мягкая, средняя температура января — от +5°С до +13°С, температуры ниже −10 °C бывают редко. Снег выпадает около 15 дней в году с ноября по апрель. Максимальная температура летом порядка 20-30 °C, выше 35 °C бывает очень редко. Количество осадков высокое, порядка 1100 мм в год. Характерна безветренная погода, сильные ветры очень редки.

## Население
Население коммуны на 2010 год составляло 2225 человек.
| 1962 | 1968 | 1975 | 1982 | 1990 | 1999 | 2010 |
| ---- | ---- | ---- | ---- | ---- | ---- | ---- |
| 1020 | 1029 | 1123 | 1375 | 1570 | 1768 | 2225 |

## Администрация
| Период | Период | Фамилия           | Партия                    | Примечания |
| ------ | ------ | ----------------- | ------------------------- | ---------- |
| 1995   | 2008   | Бернар Ларраманди | Союз за народное движение |            |
| 2008   | 2020   | Робер Дюфурк      | Разные левые              |            |

## Экономика
В 2010 году среди 1507 человек трудоспособного возраста (15-64 лет) 1054 были экономически активными, 453 — неактивными (показатель активности — 69,9 %, в 1999 году было 70,7 %). Из 1054 активных жителей работали 963 человека (499 мужчин и 464 женщины), безработных было 91 (47 мужчин и 44 женщины). Среди 453 неактивных 142 человека были учениками или студентами, 209 — пенсионерами, 102 были неактивными по другим причинам.

## Достопримечательности
- Церковь Св. Иоанна Крестителя. Исторический памятник с 1927 года[4]

## Фотогалерея
- Церковь Св. Иоанна Крестителя
- Вокзал
- Мэрия
- Фронтон (площадка для игры в пелоту)
- Баскская дискообразная стела